# Eugenio Sánchez de Fuentes y Peláez
Eugenio Sánchez de Fuentes y Peláez (1865-1940) fue un abogado y escritor cubano.

## Biografía
Nacido en la segunda mitad del siglo XIX, era hijo del escritor y jurista español Eugenio Sánchez de Fuentes Contreras. Tuvo como hermanos, entre otros, a Fernando, secretario de la Facultad de Derecho, que ejerció también como abogado en Cuba, y Eduardo, músico.
Abogado y autor de varios trabajos literarios, entre ellos comedias y dramas como Un ardid femenil, Bebé, Entre primos y Entre una mujer y Dios, escribió también la colección de cuentos cortos Acuarelas e Historia crítica de España (5 vol.). Hacia mediados de la década de 1910 preparaba la obra Cuba monumental, estatuaria y epigráfica.
Fue vicepresidente de la Academia Nacional de Artes y Letras de Cuba y secretario general y fundador de la Cruz Roja Cubana, además de miembro de la Comisión Nacional de Arqueología. En mayo de 1940 se publicaba una nota en la Revista de Arqueología notificando su muerte.